# Olimpiadi degli scacchi del 2004
Le Olimpiadi degli scacchi del 2004 si tennero a Calvià, sull'isola di Maiorca, tra il 14 ottobre e il 31 ottobre. Organizzate dalla FIDE, furono la 36ª edizione ufficiale di questa competizione. Comprese un torneo open e uno femminile, nonché vari altri eventi di contorno.

## Le competizioni
Entrambi i tornei furono gestiti dall'arbitro internazionale Ignatius Leong. I tornei durarono 14 turni, e fu adottato il sistema svizzero; il tempo concesso ad ognuno dei giocatori è stato di 90 minuti, più 30 secondi aggiuntivi per ogni mossa.

### Torneo open
129 squadre parteciparono al torneo open in rappresentanza di 125 paesi. La Spagna, come nazione ospitante, poté schierare tre squadre, mentre l'Associazione Internazionale Scacchi alla cieca e l'Associazione Internazionale Scacchi per Disabili Fisici parteciparono con una rappresentativa. Ogni incontro si svolgeva su quattro scacchiere.
L'Ucraina, guidata dai GM (Grandi Maestri) Vasyl' Ivančuk (a quel tempo il settimo giocatore del mondo secondo la classifica Elo, che riuscì a conquistare nove punti e mezzo su tredici partite), Sergej Karjakin (che, a soli quattordici anni, come seconda riserva, vinse sei partite sulle sette giocate, pareggiando solamente contro lo statunitense Grigorij Kajdanov), riuscì a conquistare tutti i punti nelle prime tre partite, battendo la Russia 2½-1½ al quarto turno e continuando a guidare la classifica fino al termine e vincendo la medaglia d'oro. L'argento andò ai russi, che erano campioni uscenti e avevano il seed maggiore, in quanto schieravano quattro dei nove giocatori più qualificati del torneo.
L'Armenia, una delle quattro squadre a riuscire a pareggiare con l'Ucraina, arrivò al terzo posto, vincendo la medaglia di bronzo come nell'edizione precedente, guidata dalla seconda scacchiera Lewon Aronyan (che non perse nessuna partita) e dalla terza scacchiera Rafayel Vahanyan (che finì il torneo con 8 punti e mezzo su 11). Dopo essere stata sconfitta dalla Russia, l'Armenia riuscì a sconfiggere la Georgia all'ultimo turno con il punteggio di 3½-½, raggiungendo la Russia a 36,5 punti, ma classificandosi terza per bucholz.
Cuba e la Bulgaria, rispettivamente diciottesima e ventesima in ordine di seed, riuscirono ad entrare nelle prime dieci posizioni grazie alle prestazioni, rispettivamente, dei GM Lázaro Bruzón (8 punti su 11 in seconda scacchiera) e Kiril Georgiev (8 punti su 13 in prima scacchiera, compresa una vittoria all'ultimo turno contro Anand, il giocatore con il più alto punteggio Elo all'inizio del torneo); Francia e Inghilterra invece delusero le aspettative, arrivando rispettivamente ventitreesima e trentesima nonostante fossero dodicesima e ottava in ordine di seed.

#### Classifiche a squadre
Le prime tre squadre classificate ricevettero le medaglie, così come le prime tre di ogni gruppo di squadre in ordine di seed; i vincitori di medaglie assolute vennero esclusi da questa seconda classifica.

##### Risultati assoluti
| Pos. | Squadra            | Giocatori | Seed | Elo  | 1  | ½ | 0 | Totale |
| ---- | ------------------ | --- | ---- | ---- | -- | - | - | ------ |
|      | Ucraina            | Vasyl' Ivančuk, Ruslan Ponomarëv, Andrij Volokitin, Oleksandr Moïsejenko, Pavlo El'janov, Sergej Karjakin                                     | 2    | 2680 | 10 | 4 | 0 | 39.5   |
|      | Russia             | Aleksandr Morozevič, Pëtr Svidler, Aleksandr Griščuk, Aleksej Dreev, Aleksandr Chalifman, Vadim Zvjagincev                                    | 1    | 2718 | 11 | 0 | 3 | 36.5   |
|      | Armenia            | Vladimir Hakobyan, Lewon Aronyan, Rafayel Vahanyan, Smbat Lpowtyan, Gabriel Sargsyan, Artašes Minasyan                                        | 4    | 2660 | 8  | 4 | 2 | 36.5   |
| 4    | Stati Uniti        | Aleksandr Oniščuk, Alexander Shabalov, Alexander Goldin, Grigorij Kajdanov, Igor' Novikov, Boris Gul'ko                                       | 10   | 2623 | 7  | 4 | 3 | 35.0   |
| 5    | Israele            | Boris Gelfand, Emil Sutovskij, Il'ja Smiryn, Boris Avrukh, Alexander Huzman, Michael Roiz                                                     | 3    | 2670 | 7  | 5 | 2 | 34.5   |
| 6    | India              | Viswanathan Anand, Krishnan Sasikiran, Pendyala Harikrishna, Surya Shekhar Ganguly, Abhijit Kunte, Chanda Sandipan                            | 5    | 2655 | 10 | 0 | 4 | 34.0   |
| 7    | Cuba               | Lenier Domínguez, Lázaro Bruzón, Neuris Delgado, Jesús Nogueiras, Walter Arencibia, MI Yuniesky Quezada                                       | 18   | 2596 | 8  | 2 | 4 | 33.5   |
| 8    | Paesi Bassi        | Loek Van Wely, Ivan Sokolov, Sergej Tivjakov, Jan Timman, Erik Van Den Doel, Friso Nijboer                                                    | 8    | 2641 | 9  | 1 | 4 | 33.0   |
| 9    | Bulgaria           | Kiril Georgiev, Aleksandr Delčev, MI Ivan Čeparinov, Vasil Spasov, Boris Čatalbašev, MI Julian Radulski                                       | 20   | 2584 | 9  | 1 | 4 | 32.5   |
| 10   | Spagna (squadra A) | Aleksej Širov, Francisco Vallejo Pons, Miguel Illescas Córdoba, Roberto Cifuentes Parada, Alfonso Romero Holmes, MI Julien Arizmendi Martínez | 7    | 2643 | 8  | 3 | 3 | 32.5   |

##### Gruppo A
Squadre di seed compreso tra la prima e la venticinquesima posizione:
|  | Squadra     | Piazzamento totale | Seed | Elo  | Totale |
|  | Stati Uniti | 4                  | 10   | 2623 | 35.0   |
|  | Israele     | 5                  | 3    | 2670 | 34.5   |
|  | India       | 6                  | 5    | 2655 | 34.0   |

+

##### Gruppo B
Tra le squadre di seed da 26 a 51.
|  | Squadra             | Piazzamento totale | Seed | Elo  | Totale |
|  | Svizzera            | 13                 | 29   | 2559 | 32.0   |
|  | Uzbekistan          | 14                 | 30   | 2533 | 32.0   |
|  | Serbia e Montenegro | 15                 | 26   | 2568 | 32.0   |

##### Gruppo C
Tra le squadre di seed da 52 a 77.
|  | Squadra   | Piazzamento totale | Seed | Elo  | Totale |
|  | Irlanda   | 43                 | 54   | 2454 | 30.0   |
|  | Indonesia | 48                 | 65   | 2397 | 29.5   |
|  | Finlandia | 49                 | 53   | 2456 | 29.5   |

##### Gruppo D
Tra le squadre di seed da 78 a 103.
|  | Squadra    | Piazzamento totale | Seed | Elo  | Totale |
|  | Tagikistan | 61                 | 83   | 2303 | 28.5   |
|  | Bolivia    | 65                 | 79   | 2371 | 28.5   |
|  | Pakistan   | 69                 | 84   | 2298 | 28.0   |

##### Gruppo E
Tra le squadre di seed da 104 a 129.
|  | Squadra  | Piazzamento totale | Seed | Elo  | Totale |
|  | Giappone | 87                 | 112  | 2125 | 26.5   |
|  | Botswana | 94                 | 105  | 2174 | 25.5   |
|  | Kenya    | 95                 | 119  | 2121 | 25.5   |

#### Risultati individuali
Medaglie individuali furono assegnate ai tre giocatori che avessero giocato almeno otto partite e avessero ottenuto il miglior risultato secondo il sistema di calcolo del rating della FIDE. Medaglie furono assegnate anche ai migliori giocatori (con almeno otto partite giocate) secondo la percentuale di punti ottenuti, con classifiche separate secondo la scacchiera; le riserve sono state considerate come giocatori della quinta e della sesta scacchiera. Condizioni di parità sono risolte considerando i giocatori che hanno giocato più partite; se la parità resiste, viene considerato superiore il giocatore con una migliore prestazione Elo.

##### Miglior prestazione
| Pos. | Giocatore         | Squadra     | Elo  | Scacchiera | Partite | Punti | Prestazione |
| ---- | ----------------- | ----------- | ---- | ---------- | ------- | ----- | ----------- |
|      | Baadur Jobava     | Georgia     | 2614 | 4          | 10      | 8.5   | 2842        |
|      | Viswanathan Anand | India       | 2781 | 1          | 11      | 8.0   | 2824        |
|      | Vasyl' Ivančuk    | Ucraina     | 2705 | 1          | 13      | 9.5   | 2819        |
| 4    | Rafayel Vahanyan  | Armenia     | 2640 | 3          | 11      | 8.5   | 2818        |
| 5    | Pëtr Svidler      | Russia      | 2735 | 2          | 9       | 6.5   | 2811        |
| 6    | Michael Adams     | Inghilterra | 2740 | 1          | 13      | 10.0  | 2773        |
| 7    | Andrij Volokitin  | Ucraina     | 2652 | 3          | 12      | 8.5   | 2771        |
| 8    | Lázaro Bruzón     | Cuba        | 2637 | 2          | 11      | 8.0   | 2771        |
| 9    | Grigorij Kajdanov | Stati Uniti | 2611 | 4          | 10      | 8.0   | 2763        |
| 10   | Lenier Domínguez  | Cuba        | 2645 | 1          | 11      | 7.5   | 2749        |

##### Prima scacchiera
|  | Giocatore        | Squadra     | Elo  | Partite | Punti | Percentuale |
|  | ---------------- | ----------- | ---- | ------- | ----- | ----------- |
|  | Evgeni Ermenkov  | Palestina   | 2454 | 12      | 10.5  | 87.5        |
|  | Andrés Rodríguez | Uruguay     | 2533 | 10      | 8.0   | 80.0        |
|  | Michael Adams    | Inghilterra | 2740 | 13      | 10.0  | 76.9        |

##### Seconda scacchiera
|  | Giocatore         | Squadra   | Elo  | Partite | Punti | Percentuale |
|  | ----------------- | --------- | ---- | ------- | ----- | ----------- |
|  | MI Mohamed Tissir | Marocco   | 2394 | 9       | 7.5   | 83.3        |
|  | Anh Dung Nguyen   | Vietnam   | 2567 | 11      | 8.5   | 77.3        |
|  | Bazar Hatanbaatar | Venezuela | 2427 | 12      | 9.0   | 75.0        |

##### Terza scacchiera
|  | Giocatore               | Squadra   | Elo  | Partite | Punti | Percentuale |
|  | ----------------------- | --------- | ---- | ------- | ----- | ----------- |
|  | Rafayel Vahanyan        | Armenia   | 2640 | 11      | 8.5   | 77.3        |
|  | Vladimir Georgiev       | Macedonia | 2512 | 12      | 9.0   | 75.0        |
|  | MI José García González | Messico   | 2447 | 10      | 7.5   | 75.0        |

##### Quarta scacchiera
|  | Giocatore         | Squadra     | Elo  | Partite | Punti | Percentuale |
|  | ----------------- | ----------- | ---- | ------- | ----- | ----------- |
|  | Baadur Jobava     | Georgia     | 2614 | 10      | 8.5   | 85.0        |
|  | Grigorij Kajdanov | Stati Uniti | 2611 | 10      | 8.0   | 80.0        |
|  | Qədir Hüseynov    | Azerbaigian | 2552 | 10      | 8.0   | 80.0        |

##### Quinta scacchiera (prima riserva)
|  | Giocatore          | Squadra    | Elo  | Partite | Punti | Percentuale |
|  | ------------------ | ---------- | ---- | ------- | ----- | ----------- |
|  | Vaidas Sakalauskas | Lituania   | 2464 | 7       | 6.0   | 85.7        |
|  | Serik Temirbaev    | Kazakistan | 2468 | 7       | 5.5   | 78.6        |
|  | Jean-Marc Degraeve | Francia    | 2551 | 9       | 7.0   | 77.8        |

##### Sesta scacchiera (seconda riserva)
|  | Giocatore              | Squadra    | Elo  | Partite | Punti | Percentuale |
|  | ---------------------- | ---------- | ---- | ------- | ----- | ----------- |
|  | Sergej Karjakin        | Ucraina    | 2576 | 7       | 6.5   | 92.9        |
|  | MF Ibrahim Chahrani    | Libia      | 2273 | 7       | 6.5   | 92.9        |
|  | William Bermudez Adams | Porto Rico | 2138 | 8       | 6.5   | 81.3        |

### Torneo femminile
Nel torneo femminile parteciparono 87 squadre, in rappresentanza di 84 paesi. La Spagna schierò due squadre, mentre parteciparono sia l'Associazione Internazionale Scacchi alla cieca, che l'Associazione Internazionale Scacchi per Disabili Fisici. Il torneo si svolse su tre scacchiere.
La Cina, guidata dalla GM Xie Jun (ex campionessa del mondo) e dalla Grande Maestro Femminile (GMF) Xu Yuhua (che sarebbe diventata campionessa del mondo nel 2006), con il miglior seed ed essendo campionesse uscenti, si posero subito in testa alla classifica, concedendo solamente due patte nei primi cinque turni (quindici partite) e sconfiggendo successivamente per 2-1 sia la Russia che la Polonia, arrivate rispettivamente seconde e terze nell'edizione precedente, arrivando ad avere sei punti di vantaggio prima del decimo turno rispetto agli Stati Uniti, che erano al secondo posto.
Gli Stati Uniti riuscirono a vincere 2-1 questa partita; aiutati da un pareggio e da una sconfitta nei turni successivi della Cina (rispettivamente contro Ungheria e Georgia), si portarono a tre punti dalla Cina con due turni rimanenti. La Cina riuscì tuttavia a sconfiggere l'India e la Slovacchia, vincendo così il torneo, mentre gli Stati Uniti si dovettero accontentare della medaglia d'argento.
La Russia, sebbene ottava dopo dieci turni, grazie alla prima riserva Nadežda Kosinceva (che riuscì ad ottenere 10 punti su 12 partite giocate) riuscì a risalire alla quarta posizione prima del penultimo turno, che giocarono contro la Georgia, che era mezzo punto sopra di loro; grazie alla vittoria per 2-1 contro questa riuscirono a superarla e a vincere la medaglia di bronzo per bucholz, dopo aver finito il torneo a pari punti.
Sorprese del torneo furono l'Ungheria, 13° in ordine di seed, e l'Inghilterra (27° seed), che finirono il torneo rispettivamente sesta e ottava; l'ucraina, invece, pur essendo la quinta squadra come punteggio Elo, finì soltanto 18°.
La miglior prestazione del torneo fu di Zsuzsa Polgár, la seconda giocatrice più quotata del torneo; la seconda scacchiera Szidónia Vajda riuscì ad ottenere due vinte ed una patta contro tre delle sette giocatrici più forti.

#### Classifiche a squadre
Le prime tre squadre classificate ricevettero le medaglie, così come le prime tre di ogni gruppo di squadre in ordine di seed; i vincitori di medaglie assolute vennero esclusi da questa seconda classifica.

##### Risultati assoluti
| Pos. | Squadra     | Giocatrici                                                                                        | Seed | Elo  | 1  | ½ | 0 | Totale |
| ---- | ----------- | ------------------------------------------------------------------------------------------------- | ---- | ---- | -- | - | - | ------ |
|      | Cina        | GM Xie Jun, GMF Xu Yuhua, GMF Zhao Xue, MIF Huang Qian                                            | 1    | 2514 | 11 | 1 | 2 | 31.0   |
|      | Stati Uniti | GM Zsuzsa Polgár, MI Irina Krush, GMF Hanna Zatons'kych, MIF Jennifer Shahade                     | 3    | 2490 | 10 | 3 | 1 | 28.0   |
|      | Russia      | MI Aleksandra Kostenjuk, MGF Tat'jana Kosinceva, MI Ekaterina Kovalevskaja, GMF Nadežda Kosinceva | 2    | 2491 | 9  | 3 | 2 | 27.5   |
| 4    | Georgia     | GM Maia Chiburdanidze, GMF Nana Dzagnidze, GMF Lela Javakhishvili, MI Maria Lomineishvili         | 4    | 2470 | 10 | 1 | 3 | 27.5   |
| 5    | Francia     | MI Almira Skripchenko, MI Marie Sebag, GMF Silvia Collas, MIF Sophie Millet                       | 8    | 2417 | 8  | 2 | 4 | 25.5   |
| 6    | Ungheria    | MI Ildikó Mádl, MI Szidónia Vajda, GMF Anita Gara, GMF Nikoletta Lakos                            | 13   | 2376 | 8  | 3 | 3 | 25.0   |
| 7    | Slovacchia  | GMF Eva Repková, GMF Regina Pokorná, MI Zuzana Hagarová, Zuzana Borosová                          | 12   | 2377 | 8  | 2 | 4 | 25.0   |
| 8    | Inghilterra | MI Harriet Hunt, GMF Jovanka Houska, MIF Heather Richards, Melanie Buckley                        | 27   | 2293 | 7  | 2 | 5 | 25.0   |
| 9    | India       | GM Humpy Koneru, MI Subbaraman Vijayalakshmi, GMF Dronavalli Harika, GMF Nisha Mohota             | 6    | 2435 | 8  | 3 | 3 | 24.5   |
| 10   | Polonia     | MI Iweta Radziewicz, MI Monika Soćko, MI Joanna Dworakwoska, GMF Marta Zielińska                  | 7    | 2427 | 7  | 3 | 4 | 24.5   |

##### Gruppo A
Squadre di seed compreso tra 1 e 17.
|  | Squadra  | Piazzamento totale | Seed | Elo  | Totale |
|  | Georgia  | 4                  | 4    | 2470 | 27.5   |
|  | Francia  | 5                  | 8    | 2417 | 25.5   |
|  | Ungheria | 6                  | 13   | 2376 | 25.0   |

##### Gruppo B
Squadre di seed compreso tra 18 e 34.
|  | Squadra     | Piazzamento totale | Seed | Elo  | Totale |
|  | Inghilterra | 8                  | 27   | 2293 | 25.0   |
|  | Lituania    | 13                 | 20   | 2311 | 24.0   |
|  | Svezia      | 15                 | 24   | 2301 | 24.0   |

##### Gruppo C
Squadre di seed compreso tra 35 e 51.
|  | Squadra    | Piazzamento totale | Seed | Elo  | Totale |
|  | Uzbekistan | 32                 | 37   | 2235 | 22.5   |
|  | Iran       | 34                 | 41   | 2189 | 22.0   |
|  | Estonia    | 36                 | 38   | 2229 | 22.0   |

##### Gruppo D
Squadre di seed compreso tra 52 e 69.
|  | Squadra  | Piazzamento totale | Seed | Elo  | Totale |
|  | Colombia | 37                 | 55   | 2107 | 21.5   |
|  | Malaysia | 40                 | 56   | 2084 | 21.5   |
|  | Canada   | 41                 | 52   | 2123 | 21.5   |

##### Gruppo E
Squadre di seed compreso tra 70 e 87.
|  | Squadra      | Piazzamento totale | Seed | Elo  | Totale |
|  | Kirghizistan | 58                 | 75   | 2080 | 20.0   |
|  | Indonesia    | 59                 | 72   | 2125 | 20.0   |
|  | Guatemala    | 60                 | 77   | 2043 | 20.0   |

#### Risultati individuali
Medaglie individuali furono assegnate ai tre giocatori che avessero giocato almeno otto partite e avessero ottenuto il miglior risultato secondo il sistema di calcolo del rating della FIDE. Medaglie furono assegnate anche ai migliori giocatori (con almeno otto partite giocate) secondo la percentuale di punti ottenuti, con classifiche separate secondo la scacchiera; le riserve sono state considerate come giocatori della quarta scacchiera. Condizioni di parità sono risolte considerando i giocatori che hanno giocato più partite; se la parità resiste, viene considerato superiore il giocatore con una migliore prestazione Elo.

##### Miglior prestazione
| Pos. | Giocatrice              | Squadra     | Elo  | Scacchiera | Partite | Punti | Prestazione |
| ---- | ----------------------- | ----------- | ---- | ---------- | ------- | ----- | ----------- |
|      | GM Zsuzsa Polgár        | Stati Uniti | 2567 | 1          | 14      | 10.5  | 2622        |
|      | GM Xie Jun              | Cina        | 2569 | 1          | 10      | 7.0   | 2597        |
|      | GMF Zhao Xue            | Cina        | 2487 | 3          | 12      | 10.0  | 2596        |
| 4    | MI Harriet Hunt         | Inghilterra | 2385 | 1          | 13      | 9.5   | 2558        |
| 5    | GMF Nadežda Kosinceva   | Russia      | 2446 | 4          | 12      | 10.0  | 2550        |
| 6    | MI Viktorija Čmilytė    | Lituania    | 2442 | 1          | 11      | 8.5   | 2550        |
| 7    | MI Szidónia Vajda       | Ungheria    | 2369 | 2          | 12      | 9.0   | 2541        |
| 8    | MI Aleksandra Kostenjuk | Russia      | 2508 | 1          | 11      | 7.0   | 2539        |
| 9    | GM Maia Chiburdanidze   | Georgia     | 2503 | 1          | 13      | 8.5   | 2531        |
| 10   | GM Humpy Koneru         | India       | 2503 | 1          | 14      | 8.5   | 2521        |

##### Prima scacchiera
|  | Giocatrice           | Squadra     | Elo  | Partite | Punti | Percentuale |
|  | -------------------- | ----------- | ---- | ------- | ----- | ----------- |
|  | MI Viktorija Čmilytė | Lituania    | 2442 | 11      | 8.5   | 77.3        |
|  | GM Zsuzsa Polgár     | Stati Uniti | 2567 | 14      | 10.5  | 75.0        |
|  | GMF Elvira Berend    | Lussemburgo | 2307 | 12      | 9.0   | 75.0        |

##### Seconda scacchiera
|  | Giocatrice               | Squadra  | Elo  | Partite | Punti | Percentuale |
|  | ------------------------ | -------- | ---- | ------- | ----- | ----------- |
|  | MI Szidónia Vajda        | Ungheria | 2369 | 12      | 9.0   | 75.0        |
|  | MI Corina-Isabela Peptan | Romania  | 2429 | 12      | 9.0   | 75.0        |
|  | GMF Barbara Hund         | Svizzera | 2240 | 11      | 8.0   | 72.7        |

##### Terza scacchiera
|  | Giocatrice               | Squadra   | Elo              | Partite | Punti | Percentuale |
|  | ------------------------ | --------- | ---------------- | ------- | ----- | ----------- |
|  | GMF Zhao Xue             | Cina      | 2487             | 12      | 10.0  | 83.3        |
|  | Irene Kharisma           | Indonesia | nessun punteggio | 12      | 10.0  | 83.3        |
|  | MIF Tuvshintogs Batceceg | Mongolia  | 2209             | 12      | 9.0   | 75.0        |

##### Quarta scacchiera (riserva)
|  | Giocatrice            | Squadra  | Elo  | Partite | Punti | Percentuale |
|  | --------------------- | -------- | ---- | ------- | ----- | ----------- |
|  | GMF Nadežda Kosinceva | Russia   | 2446 | 12      | 10.0  | 83.3        |
|  | GMF Maria Velčeva     | Bulgaria | 2299 | 10      | 8.0   | 80.0        |
|  | GMF Marta Zielińska   | Polonia  | 2395 | 10      | 7.5   | 75.0        |

### Titolo assoluto
Il trofeo Nona Gaprindashvili viene aggiudicato alla nazione partecipante le cui squadre nel torneo open ed in quello femminile hanno ottenuto una migliore media nei piazzamenti delle rispettive classifiche finali. In caso di parità la classifica viene formata in base al miglior piazzamento nei singoli tornei ed eventualmente in base al maggior numero totale di punti. Nel 2004 la Russia si è aggiudicata il trofeo.
| Pos. | Nazione     | Piazzamento open | Piazzamento femminile | Media |
| ---- | ----------- | ---------------- | --------------------- | ----- |
|      | Russia      | 2                | 3                     | 2.5   |
|      | Stati Uniti | 4                | 2                     | 3.0   |
|      | Armenia     | 3                | 11                    | 7.0   |
| 4    | India       | 6                | 9                     | 7.5   |
| 5    | Ucraina     | 1                | 18                    | 9.5   |
| 6    | Paesi Bassi | 8                | 12                    | 10.0  |
| 7    | Polonia     | 12               | 10                    | 11.0  |
| 8    | Bielorussia | 9                | 14                    | 11.5  |
| 9    | Cina        | 24               | 1                     | 12.5  |
| 10   | Georgia     | 21               | 4                     | 12.5  |

### Nazioni partecipanti
Al torneo parteciparono squadre in rappresentanza di 199 nazioni, cinque nazioni costitutive, due entità autonome, due dipendenze della Corona britannica, due organizzazioni internazionali, due regioni amministrative speciali, due aree insulari degli Stati Uniti e uno dei territori britannici d'oltremare; 1204 giocatori furono registrati, sebbene alcuni di loro non abbiano giocato nemmeno una partita.
Le squadre iscritte ad entrambi i tornei furono:
- Associazione Internazionale Scacchi alla cieca
- Associazione Internazionale Scacchi per disabili fisici
- Albania
- Argentina
- Armenia
- Australia
- Austria
- Azerbaigian
- Bangladesh
- Bielorussia
- Bolivia
- Bosnia ed Erzegovina
- Botswana
- Brasile
- Bielorussia
- Canada
- Cina
- Colombia
- Costa Rica
- Croazia
- Cuba
- Danimarca
- Ecuador
- Estonia
- Figi
- Filippine
- Finlandia
- Francia
- Galles
- Georgia
- Germania
- Giappone
- Grecia
- Guatemala
- Honduras
- India
- Indonesia
- Inghilterra
- Iran
- Iraq
- Irlanda
- Islanda
- Isole Vergini Americane
- Israele
- Italia
- Kazakistan
- Kenya
- Kirghizistan
- Lettonia
- Libano
- Libia
- Lituania
- Lussemburgo
- Macedonia
- Malaysia
- Messico
- Moldavia
- Mongolia
- Norvegia
- Nuova Zelanda
- Paesi Bassi
- Perù
- Polonia
- Porto Rico
- Portogallo
- Qatar
- Rep. Ceca
- Rep. Dominicana
- Romania
- Russia
- Serbia e Montenegro
- Slovacchia
- Slovenia
- Spagna[17]
- Sri Lanka
- Stati Uniti
- Sudafrica
- Svezia
- Svizzera
- Tagikistan
- Trinidad e Tobago
- Turchia
- Ucraina
- Ungheria
- Venezuela
- Vietnam
- Yemen

Le squadre partecipanti al solo torneo open furono:
- Afghanistan
- Andorra
- Antille Olandesi
- Angola
- Aruba
- Barbados
- Belgio
- Bermuda
- Cile
- Cipro
- Fær Øer
- Giamaica
- Guernsey
- Hong Kong
- Isole Vergini Britanniche
- Jersey
- Liechtenstein
- Macao
- Malta
- Marocco
- Mauritius
- Monaco
- Namibia
- Nepal
- Nicaragua
- Nigeria
- Pakistan
- Palestina
- Panama
- Papua Nuova Guinea
- Paraguay
- Ruanda
- San Marino
- Scozia
- Seychelles
- Singapore
- Suriname
- Thailandia
- Tunisia
- Uganda
- Uruguay

### Controversie

#### L'incidente di Azmaiparashvili
Prima della cerimonia di chiusura delle Olimpiadi, il vice presidente della FIDE, il Grande maestro Zurab Azmaiparashvili, fu arrestato mentre tentava di salire sul palco. La polizia non gli permise di raggiungere gli organizzatori delle Olimpiadi, e nella lotta seguente Azmaiparashvili fu arrestato, dopo aver subito varie ferite. Fu rilasciato su cauzione dopo quaranta ore, e le accuse contro di lui caddero.
Azmaiparashvili, un georgiano, stava cercando di chiedere al presentatore del trofeo Nona Gaprindashvili di spiegare più chiaramente il contributo di Gaprindashvili agli scacchi (era stata campionessa mondiale), ma fu fermato dalla sicurezza. La FIDE sostenne che Azmaiparashvili fu fermato nonostante avesse mostrato le sue credenziali, mentre dei rappresentanti della Federazione Scacchistica Spagnola e gli organizzatori del torneo ritennero che Azmaiparashvili avesse provocato l'incidente, aggredendo un agente.

#### Antidoping
La FIDE, in previsione di un possibile ingresso degli scacchi alle Olimpiadi, aveva introdotto dei test antidoping come quelli somministrati dalla WADA. Due giocatori, Shaun Press della Papua Nuova Guinea e Bobby Miller di Bermuda, rifiutarono di sottoporsi al test; entrambi i giocatori furono ascoltati dalla commissione disciplinare della FIDE, che decise di cancellare i risultati dei due giocatori (Press aveva ottenuto 7,5 punti su 14, mentre Mille 3,5 su 9). Di conseguenza il punteggio totale della Papua Nuova Guinea scesa da 23 a 15,5 e quello di Bermuda da 22 a 18,5.

## Eventi collegati
In concomitanza con i due tornei principali diversi eventi legati agli scacchi furono preparati dagli organizzatori, e alcuni anche sotto gli auspici della FIDE; gli eventi furono noti collettivamente come il Primo Festival Scacchistico di Calvià. Durante questo vi furono diverse esibizioni simultanee, partite dimostrative, lezioni da parte di giocatori spagnoli e diversi tornei di scacchi, inclusi uno per dilettanti, uno per under 16 (a gioco rapido) e uno per giocatori seniores.
Lezioni di scacchi furono tenute nelle scuole primarie e secondarie, come nei centri per anziani, a Calvià e nella zona circostante, in uno sforzo di promuovere gli scacchi; film di scacchi furono proiettati sulla spiaggia di notte.
Vi fu anche una mostra di arte scacchistica, con una giuria che assegnò dei premi alle opere più meritevoli.